# Château du Villard (Savoie)
Pour les articles homonymes, voir Château du Villard.
Le château du Villard ou château du Villard est un ancien château fort, du XIIIe siècle, centre de la seigneurie du Villard, érigée en comté en 1647, dont les ruines se dressent sur la commune de La Chapelle-Saint-Martin dans le département de la Savoie en région Auvergne-Rhône-Alpes.

## Situation
Les ruines du château du Villard sont situées dans le département français de la Savoie sur la commune de La Chapelle-Saint-Martin, en surplomb d'un ravin, au-dessus de la route, à 1 500 mètres à l'ouest du bourg, avant le hameau de Missieux.

## Histoire
Sur le site fut découvert, en 1880, des fragments de poteries, de tuiles et de canalisations datant de la période gallo-romaine.
Le fief du Villard ou Villar (Villario, Villarium) et le château fort sont, jusqu'en 1288, possession des comtes de Savoie. Le 3 des nones de novembre 1288, Amédée V de Savoie échange son domaine de Villard, contre celui de La Tour de Saint-André de Briord, et le donne en fief à noble Gilet de Briord, fils d'Albert de Saint-André de Briord. En 1290, Jean de Briord est prieur de Yenne.
En 1340, Philippe de Briord est seigneur du Villard ; les Briords conserveront le fief jusqu'en 1371. Arthaude de Briord, fille du seigneur du Villard, est mariée à Pierre II d'Ameysin qui se voit investi de la terre du Villard le 21 juillet 1371. Leur fille unique, Alix d'Ameysin, portera, en 1409, la seigneurie à son mari, Humbert de Luyrieu, qui en prend possession le 19 septembre 1439. Le 5 mars 1440, Louis de Luyrieu, seigneur du Villard, accorde un affranchissement, que confirme, par lettres patentes Louis Ier de Savoie, le 8 avril 1440.
le 18 septembre 1494, Jeanne de Luyrieu, fille de Christophe de Luyrieu, est mariée à Claude de Mareste, seigneur de Lucey. Elle lui apporte en dot ses biens de Yenne et de Chanaz, mais celui du Villard en est exclu. Ce dernier passant, par alliance, à une branche de la famille de Grolée.
En 1525, Louis de Luyrieu, écuyer du duc Charles III de Savoie, assiste à la bataille de Pavie.
Le fief fait retour, vers la fin du XVIe siècle, à la maison de Savoie à la mort de Pierre de Grôlée, seigneur du Villard, mort probablement sans descendant.
Le domaine du Villard est vendu, par acte, le 17 juillet 1645, par Thomas de Savoie-Carignan au cousin de son prêteur, Jean-Baptiste Costa, président en la Chambre des comptes,. Marie-Christine, régente, érige, par lettres patentes, le fief en comté le 18 septembre 1647, en faveur de Jean-Baptiste Costa.
En 1778, naît au château Alexis Eugène Louis Costa, objet du Discours à Madame la Marquise de C****, sur la vie et la mort de son fils de Joseph de Maistre. Ses frères Henri Maurice Victor François Régis et Augustin Camille Henri Pierre Costa y naîtront peu après. Après la Révolution, le domaine est entre les mains du marquis Victor, qui le transmet à son fils, Raoul Costa de Beauregard. Ce dernier le cède à sa sœur, Clotilde Costa de Beauregard, comtesse de Seyssel par son mariage, en 1825, avec Henri-Charles-Philibert de Seyssel-Cressieu, à qui elle porte le domaine du Villard. Marc de Seyssel-Cressieu, leur petit-fils, membre de l'Académie de Savoie, en a la possession au début du XXe.

## Description
Le château du Villard, qu'une tradition voulant qu'il ait eu autant de fenêtres que de jours dans l'année, est aujourd'hui en ruines. Le château moderne élevé sur la base des anciens murs, par la famille Costa, dont on pouvait voir les armes, se présentait, en 1689, sous la forme d'une grosse maison irrégulière avec quatre grandes tours carrées et deux rondes dressé en avant du pont-levis et qui avait perdu tout aspect féodal. À partir de 1929, ses pierres furent utilisées à restaurer une demeure ancienne.